# Raïon de Krasnoarmeïsk (kraï du Primorié)
Le raïon de Krasnoarmeïsk (en russe : Красноарме́йский райо́н, Krasnoarmeïski raïon, littéralement « de l'Armée rouge ») est une subdivision administrative (raïon) et une municipalité (raïon municipal) du kraï du Primorié en Russie. Situé en Extrême-Orient russe, son territoire fait partie de la cordillère du Sikhote-Aline dans le nord du kraï, zone couverte de taïga. Son centre administratif est le village de Novopokrovka, et il compte en tout 27 localités réparties en 10 municipalités. Sa population s'élevait à 8 026 habitants en 2023. 

## Géographie

### Situation
Le raïon de Krasnoarmeïsk est situé dans le kraï du Primorié, le sujet le plus au sud de l'Extrême-Orient russe, en Mandchourie-Extérieure. Le raïon, qui se trouve dans la moitié nord du Primorié, a une superficie de 20 603 km2. Le raïon est bordé au nord par le raïon de Pojarskoïe, à l'est par le raïon de Terneï, au sud par l'okroug urbain de Dalnegorsk et au sud-ouest par le raïon de Dalneretchensk. L'ensemble de ces frontières sont terrestres, et elles sont longues de 927,5 kilomètres. 

La frontière nord longe le bassin versant de la rivière Bikine et de la rivière Bolchaïa Oussourka, puis ses affluents droits ; les rivières Markeva, Dalniaïa et Armou. Ensuite, la frontière orientale passe par les principaux sommets de la cordillère du Sikhote-Aline. Puis, la frontière sud est tracée le long des bassins versants de la rivière Serebrianka et de la rivière Irtych, puis entre les bassins Primanka et Orotchenka. Elle traverse ensuite la rivière Bolchaïa Oussourka au niveau de la confluence de l'Irtych dans celle-ci. Enfin, la frontière occidentale s'étend de la Bolchaïa Oussourka, par la source Podkamment, jusqu'à la rivière Malinovka, puis jusqu'à la rivière Dobrychanka.

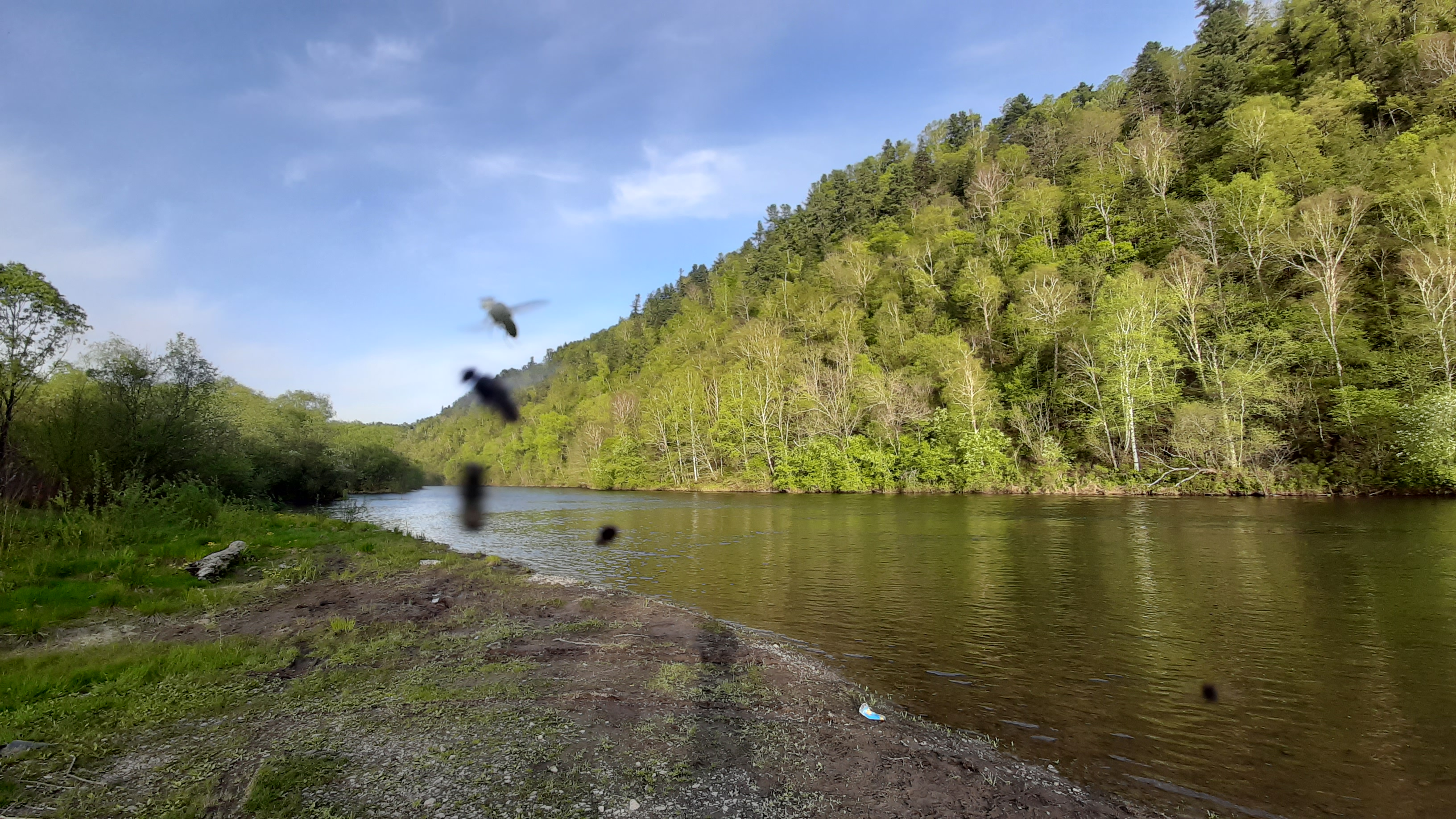
Rivière Goloubitsa.
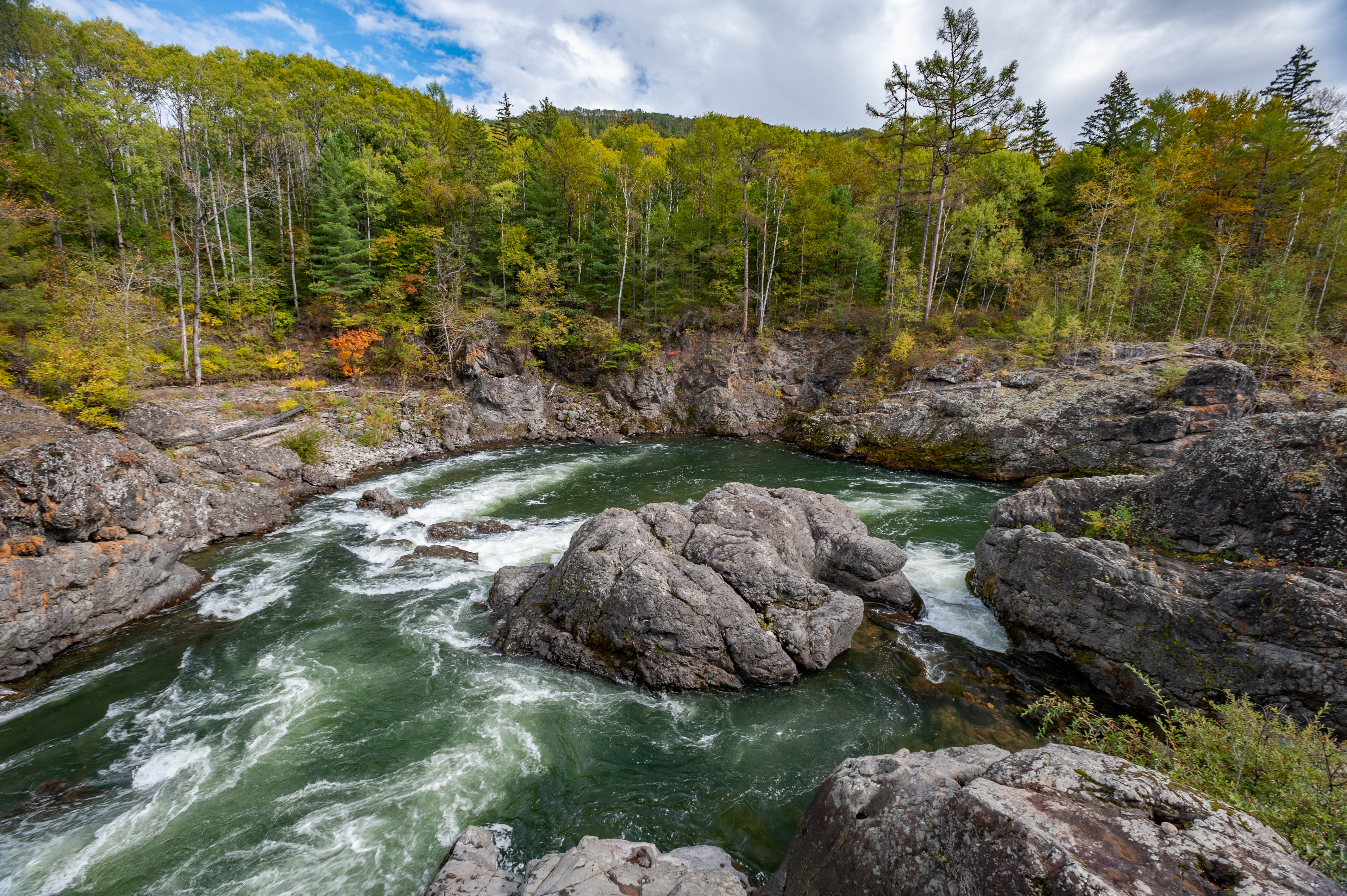
Cascade dans le parc national de la Kema-et-l'Amgou.
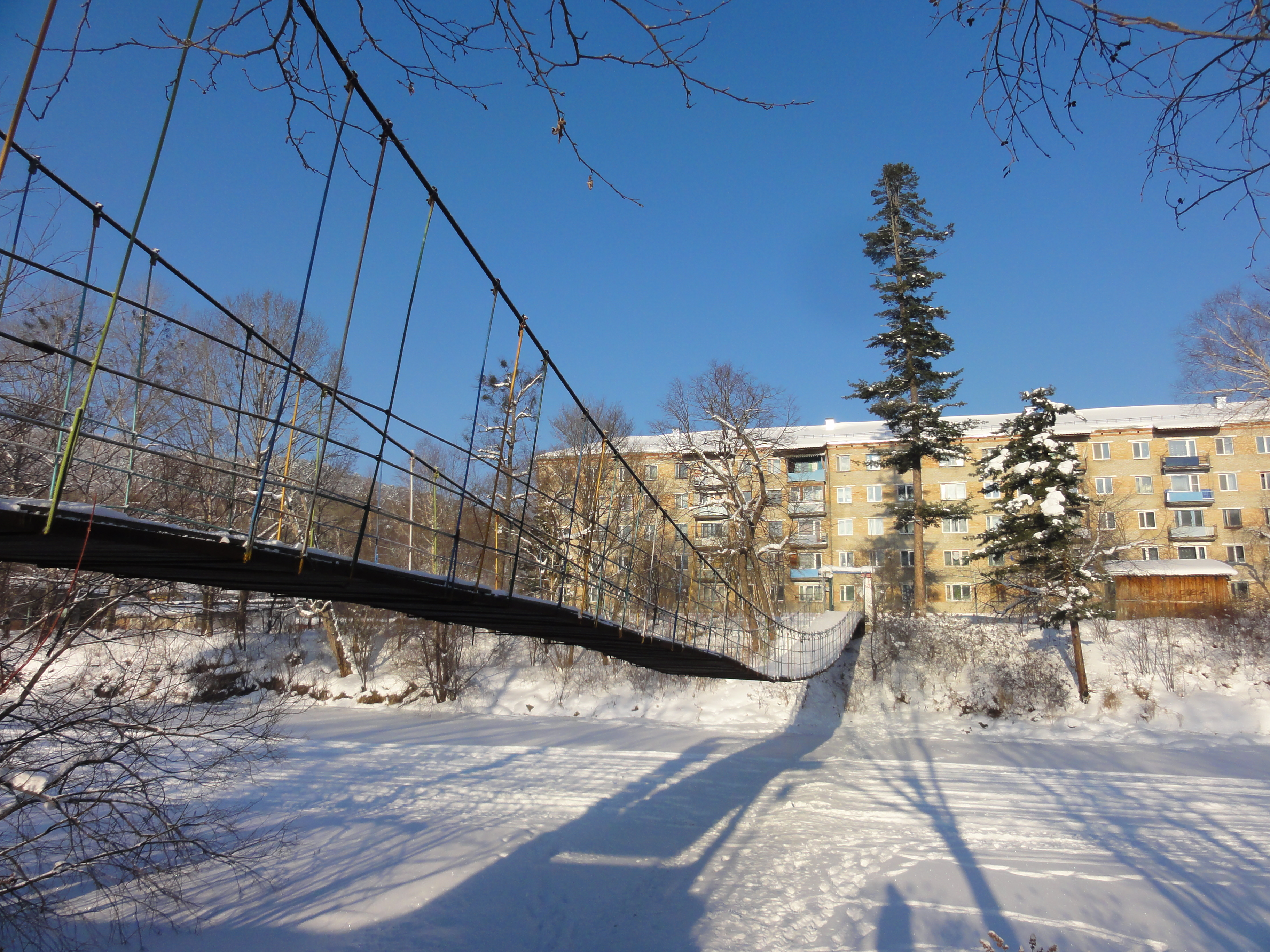
Pont à Vostok.
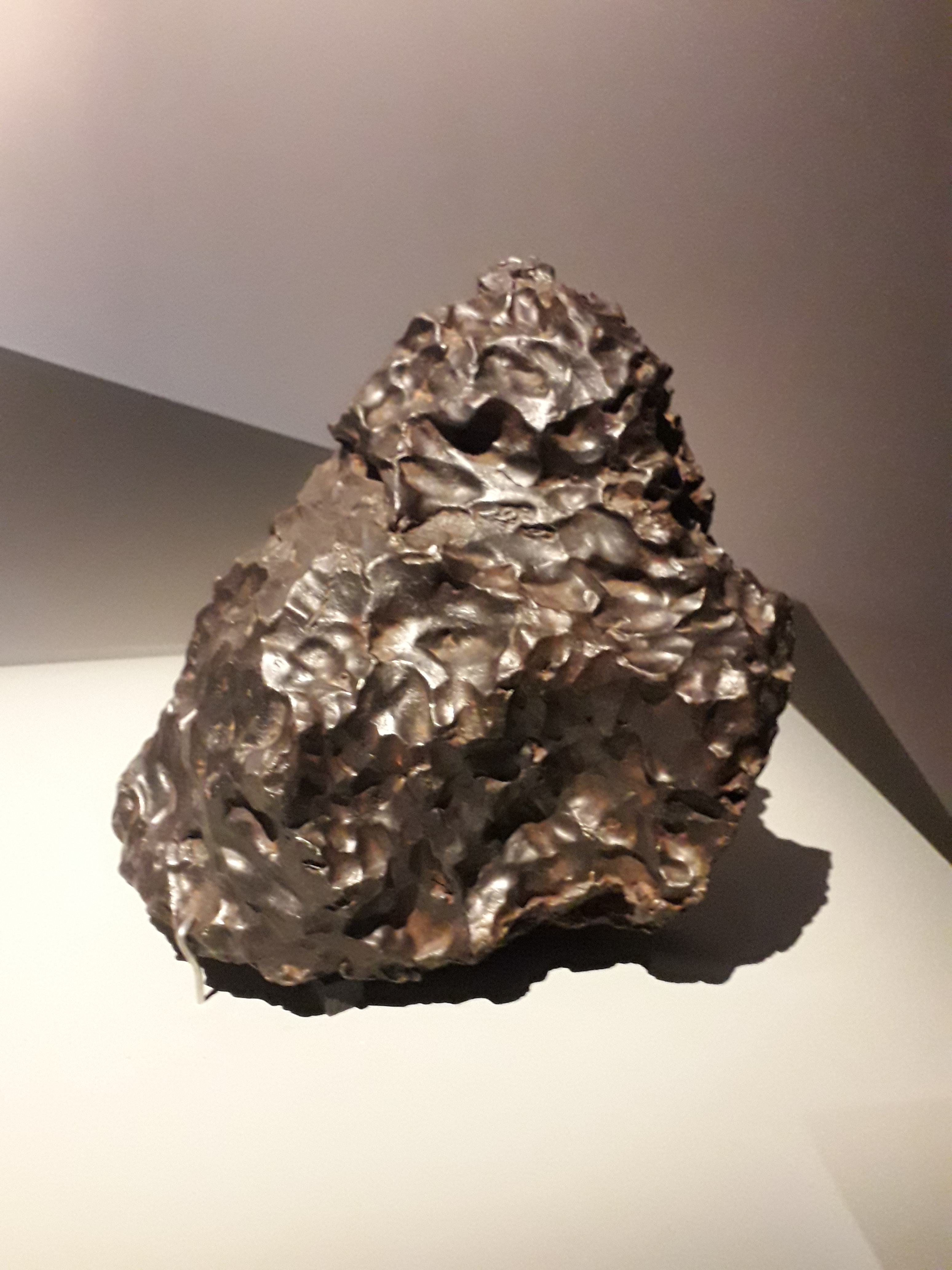
Morceau de la météorite de Sikhote-Aline qui s'est écrasée dans le raïon.

### Aires protégées
Le 10 février 1935, la réserve naturelle de Sikhote-Aline est instituée dans le sud du raïon (et dans le raïon de Terneï et l'okroug urbain de Dalnegorsk), dans le but de protéger le tigre de Sibérie entre autres . Le site a été classé en 1978 au sein du Sikhote-Aline réserve de biosphère, puis en 2001, le Sikhote-Aline central, y compris la réserve, a été inscrit sur la liste du patrimoine mondial de l'UNESCO.
De plus, le parc national Oudegueïskaïa Leguenda, fondé en 2007, se trouve dans le raïon.

## Histoire
Le 23 mars 1935, selon la résolution du Comité exécutif central panrusse et à la résolution du Présidium du Comité exécutif du kraï d'Extrême-Orient, le district de Possytchev a été formé avec comme chef-lieu Novoprokovka. Entre 1935 et 1938, il faisait partie du kraï de Khabarovsk, avant qu'en 1938 il rejoigne le kraï du Primorié. En 1938, il  fut rebaptisé le raïon de Krasnoarmeïsk. Le 1er février 1963, le raïon est devenu le raïon rural de Krasnoarmeïsk, mais le 12 janvier 1965, il est redevenu le raïon de Krasnoarmeïsk.
En août 1961, des géologues de l'expédition Iman découvrirent le gisement de tungstène Vostok-2. C'est ainsi qu'un village s'est construit autour, et l'usine d'extraction et de traitement du Primorié a été ouverte en deux étapes en 1977 et 1985 respectivement dans le village.
C'est dans le raïon que la météorite de Sikhote-Aline s'est écrasée le 12 février 1947 vers 10 h 30.

## Politique et administration
Le raïon de Krasnoarmeïsk est un raïon municipal, qui comprend donc des municipalités. Il y a ainsi 10 municipalités, qui sont pour une un établissement rural, et ppur les neuf autres des établissements ruraux. Chaque municipalité a son propre pouvoir exécutif et sa propre assemblée locale.
| №  | Municipalité                        | Centre administratif | Nombre de localités | Population (2021) | Superficie (km²) |
| -- | ----------------------------------- | -------------------- | ------------------- | ----------------- | ---------------- |
| 1  | Établissement urbain de Vostok      | Vostok               | 1                   | 3236              | 1424.60          |
| 2  | Établissement rural de Vostretsovo  | Vostretsovo          | 2                   | 1153              | 1554.00          |
| 3  | Établissement rural de Gloubinnoïe  | Gloubinnoïe          | 1                   | 470               | 339,00           |
| 4  | Établissement rural de Dalni Kout   | Dalni Kout           | 3                   | 162               | 2912.00          |
| 5  | Établissement rural de Izmaïkha     | Izmaïkha             | 3                   | 342               | 1488.00          |
| 6  | Établissement rural de Loukianovka  | Loukianovka          | 6                   | 624               | 700,00           |
| 7  | Établissement rural de Melnitchnoïe | Melnitchnoïe         | 1                   | 466               | 3104.00          |
| 8  | Établissement rural de Novopokrovka | Novopokrovka         | 3                   | 3355              | 134.40           |
| 9  | Établissement rural de Rochtchino   | Rochtchino           | 5                   | 4485              | 1696.00          |
| 10 | Établissement rural de Taïojnoïe    | Molodiojnoïe         | 2                   | 83                | 5851.00          |

## Population et société

### Démographie
Recensements (*) ou estimations de la population,:
| 1939*  | 1959*  | 1970*  | 1979*  | 1989*  |
| ------ | ------ | ------ | ------ | ------ |
| 24 433 | 17 869 | 19 918 | 22 547 | 27 555 |

| 2002*  | 2010*  | 2012   | 2013   | 2014   |
| ------ | ------ | ------ | ------ | ------ |
| 20 820 | 18 537 | 17 996 | 17 796 | 17 452 |

| 2015   | 2016   | 2017   | 2018   | 2019   |
| ------ | ------ | ------ | ------ | ------ |
| 17 254 | 17 075 | 16 889 | 16 636 | 16 167 |

| 2020   | 2021*  | 2022   | 2023   | - |
| ------ | ------ | ------ | ------ | - |
| 15 877 | 14 453 | 14 351 | 14 116 | - |

### Localités
Le raïon de Krasnoarmeïsk comptait au 29 juin 2023 11 localités, dont une commune urbaine. La localité la plus peuplée était Nopokrovka avec 3 313 habitants au recensement de 2021.
| Liste des localités | Liste des localités | Liste des localités | Liste des localités         | Liste des localités         |
| N°                  | Localité            | Statut              | Population Recensement 2010 | Population Recensement 2021 |
| ------------------- | ------------------- | ------------------- | --------------------------- | --------------------------- |
| 1                   | Bogouslavets        | village             | 874                         |                             |
| 2                   | Verbovka            | village             | 61                          |                             |
| 3                   | Vostok              | commune urbaine     |                             | 3313                        |
| 4                   | Vostretsovo         | village             | 1347                        | 1142                        |
| 5                   | Gloubinoïe          | village             | 649                         |                             |
| 6                   | Gogolevka           | village             | 237                         |                             |
| 7                   | Gontcharovka        | village             | 262                         |                             |
| 8                   | Dalni Kout          | village             | 192                         |                             |
| 9                   | Dersou              | village             | 19                          |                             |
| 10                  | Izmailikha          | village             | 287                         |                             |
| 11                  | Kroutoï Iar         | village             | 547                         |                             |
| 12                  | Limonniki           | village             | 176                         |                             |
| 13                  | Loukianovka         | village             | 355                         |                             |
| 14                  | Melitchnoïe         | village             | 793                         |                             |
| 15                  | Météoritni          | village             | 146                         |                             |
| 16                  | Molodiojnoïe        | village             | 218                         |                             |
| 17                  | Nezamnetnoïe        | village             | 39                          |                             |
| 18                  | Novokhrechtchnaïa   | village             | 304                         |                             |
| 19                  | Novopokrovka        | village             | 3646                        | 3 095                       |
| 20                  | Ostrovnoï           | village             | 3                           |                             |
| 21                  | Pokrovka            | village             | 20                          |                             |
| 22                  | Romny               | village             | 145                         |                             |
| 23                  | Rochtchino          | village             | 3919                        | 3 211                       |
| 24                  | Sarovka             | village             | 50                          |                             |
| 25                  | Taborovo            | village             | 77                          |                             |
| 26                  | Taïojnoïe           | village             | 67                          |                             |
| 27                  | Timokhov Klioutchi  | village             | 1                           |                             |

## Économie
Les principaux secteurs économiques sont les mines et l'industrie forestière. Il y a aussi de l'agriculture, avec de l'élevage et des cultures. La chasse commerciale est développée.